# Acaulopage marantica
Acaulopage marantica är en svampart som beskrevs av Drechsler 1939. Acaulopage marantica ingår i släktet Acaulopage och familjen Zoopagaceae.   Inga underarter finns listade i Catalogue of Life.